# The 10 Year Plan
The 10 Year Plan je americký hraný film z roku 2014, který režíroval J.C. Calciano podle vlastního scénáře. Snímek měl světovou premiéru na Boston LGBT Film Festivalu dne 4. dubna 2014.

## Děj
Myles a Brody jsou kamarádi. Zatímco Myles je romanticky založený a neúspěšně hledá partnera na celý život, Brody upřednostňuje vztahy přes grindr na jednu noc. Po jednom nevydařeném Milesovu rande s ním Brody zavře dohodu, že pokud za 10 let, kdy bude Milesovi 35 let, budou oba nezadaní, budou mít vztah spolu. Když se blíží 35. Milesovy narozeniny, snaží se mu Brody dohodit nový vztah, aby se jejich dohoda nenaplnila.

## Obsazení
| Jack Turner           | Myles   |
| Michael Adam Hamilton | Brody   |
| Teri Reeves           | Diane   |
| Moronai Kanekoa       | Richard |
| Adam Bucci            | Hunter  |
| Michael Rothhaar      | soused  |